# Stanko Banić (1886. – 1932.)
Don Stanko Banić (Donji Dolac, 1886. − Zagreb, 1932.), hrvatski katolički svećenik i političar.
Rodio se je u Dolcu Donjem 1886. godine.
Ušao u Privremeno narodno predstavništvo (PNP) Kraljevine SHS sazvanog je 1. ožujka 1919. godine kao predstavnik Dalmacije. Za Seniorat (vodstvo Hrvatske pučke stranke) je Narodno vijeće SHS bila samo »revolucionarna vlada«, koja će privremeno voditi poslove dok si »narod ne stvori ustav« i ne izabere »pravu pučku vladu«. Banić je ušao kao član Seniorata. Dana 4. ožujka 1919. konstituiran je Jugoslavenski klub. Za njegovog je predsjednika izabran vlč. Korošec, a na mjesto potpredsjednika je došao vlč. Šimrak. Banić je bio jedan od dvojice klupskih tajnika.
Umro u Zagrebu 1932. godine.